# Kanton Roquestéron
Der Kanton Roquestéron ist ein ehemaliger französischer Wahlkreis im Arrondissement Nizza, im Département Alpes-Maritimes und in der Region Provence-Alpes-Côte d’Azur. Hauptort (frz.: chef-lieu) war Roquestéron.
Der Kanton war 111,27 km² groß und hatte 4042 Einwohner (Stand 2012).

## Gemeinden
| Gemeinde            | Einwohner (Stand: 2022) | Code postal | Code Insee |
| ------------------- | ----------------------- | ----------- | ---------- |
| Bonson              | 728                     | 06830       | 06021      |
| Cuébris             | 132                     | 06910       | 06052      |
| Gilette             | 1617                    | 06830       | 06066      |
| Pierrefeu           | 339                     | 06910       | 06097      |
| Revest-les-Roches   | 235                     | 06830       | 06100      |
| Roquestéron         | 557                     | 06910       | 06106      |
| Sigale              | 202                     | 06910       | 06135      |
| Toudon              | 353                     | 06830       | 06141      |
| Tourette-du-Château | 147                     | 06830       | 06145      |